# Ángel Ruiz Cediel
Ángel Ruiz Cediel (Madrid, 1 de octubre de 1955) es un novelista español seleccionado en dos ocasiones para la fase final del Premio Planeta de novela (1999 y 2008). Además, ha sido finalista en otros tantos certámenes de renombre, como el Premio La Rama Dorada (1986), el Premio Azorín de novela (1996), el Premio Fernando Lara de novela (2002) y el Premio Ateneo de Sevilla (2002).
Es un autor multidisciplinar que ha trabajado todos los subgéneros literarios, desde el costumbrismo a la narrativa conspiranoica, pasando por la novela negra, prosa poética o la crónica, publicando 26 obras desde 1974.

## Biografía

### Infancia
Hijo de Santiago Ruiz y María Jesús Cediel, es el tercero de los 5 hijos que tuvo el matrimonio.
Con tan solo cuatro años, se enfrenta a la imposición de llevar uniforme en el colegio, consiguiendo ser, gracias a su obstinación, el único alumno en no usarlo. 
Falsificar los vales de la librería del colegio por ayudar a sus compañeros hace que sea expulsado del colegio, y también lo será de otro centro salesiano, a los 16 años, como consecuencia de una protesta que encabeza para que los actos religiosos no sean obligatorios.

### Inicios en la escritura
A los nueve años tiene claro que quiere ser escritor. Da sus primeros pasos en la poesía y el cuento, ganándose un respeto y reconocimiento tanto en el colegio, el barrio, como en su propia familia, llegando su madre a comprarle a plazos su primera máquina de escribir.

### Juventud
Escribe con regularidad y lee a Cervantes, Oscar Wilde, Benito Pérez Galdós, Miguel de Unamuno, casi toda la Generación del 98 y algunos autores de la Generación del 27. Además, se adentra en la obra poética de Gabriel Celaya, Federico García Lorca, Antonio Machado, Luis Cernuda, Pedro Salinas o Blas de Otero.
Participa en numerosas manifestaciones y actos de protesta durante los últimos años del franquismo exigiendo el retorno de la democracia. Son años de agitación, creatividad, utopías y transformaciones.
En 1976 comienza sus estudios en la Escuela Universitaria de Ingeniería Técnica Aeronáutica de la Universidad Politécnica de Madrid y, en el terreno de la vida privada, tiene la primera de sus cuatro hijas.
Considera que los cambios sociales necesarios pueden ser factibles desde dentro y con las personas adecuadas; pero, cuando alcanza con apenas 30 años la dirección de una de las primeras multinacionales españolas, constata con desánimo que estos son mucho más difíciles de lo que imaginaba. En sus propias palabras, “La resistencia no viene sólo del sistema, sino también de los mismos individuos que se beneficiarán de ella. La inercia al cambio no puede ser más brutal”.
A pesar de su juventud, por entonces ha escrito los poemarios Panorama Inconsciente (1978), Abstracciones de ahora (1978) y Tiempo de Nada (1978), , además de tres novelas con un estilo profundamente visual: Adán Nada (1974), El esplendor de la miseria (1981) y La amarga sombra del verdugo (1983).

### Madurez personal y literaria
Entre 1991 y 1993 decide abandonar el mundo laboral ordinario e idea un nuevo modelo de trabajo, que le permite  poder organizarse en su genuina vocación literaria. Crea ARC Hispanoamérica, su empresa, la cual le faculta para viajar por el mundo y ampliar su conocimiento de otras culturas que serán un gran disparador para dar vida a sus historias y personajes.
Diez años después de publicarse la novela Germen de Dios, semilla del diablo (1986), que ya había sido finalista del Premio La Rama Dorada, vuelve a serlo en la edición del Premio Azorín de 1996. Antes de comenzar el milenio, Zita, una flor en el infierno es seleccionada para la fase final del Premio Planeta de 1999.
En el año 2000 comienza la carrera de Historia en la Universidad de Alcalá para contrastar de manera más erudita la realidad oficial, verificando por sí mismo o absorbiendo en fuentes más controvertidas.
En esta etapa, ya con la experiencia y aprendizaje que proporciona haber escrito novelas de distintos géneros, queda finalista en el Premio Fernando Lara de novela del año 2002 con Carne.
Desarrolla durante 6 años (2006-2012) la labor de articulista en el Diario Siglo XXI, combinando esta actividad con la literatura y su empresa.
Entre los años 2008 y 2013, preocupado por la corrupción política y el descontento social, publica numerosos artículos de opinión recopilados en los seis volúmenes de España, sin más remedio. Además, y también en el año 2008, Lemniscata es elegida para la fase final del Premio Planeta.
En este mismo periodo publica las que, hasta la fecha, son sus dos últimas novelas, Apolyon (2009) y La estirpe de Abaddona (2010).

## Obra
Los ejes temáticos que definen la literatura de Ángel Ruiz Cediel transitan por diferentes universos, tales como la conspiranoia, la política, el poder, el simbolismo, la metafísica, la filosofía, la historia, las religiones o la economía. Si bien sus personajes son muy variados, se intuye de forma sutil un patrón común en cada una de las novelas que reflejan una gran vigencia.

### Novela
- Adán Nada (1974): Donde ensaya una perspectiva entre lo pícaro y lo dramático de la dolorosa España en la que ha nacido. Esta obra transita desde el humor, el cinismo, hasta lo más sombrío de los años previos, al transcurso y a la posguerra civil española.
- El esplendor de la miseria (1981): Una novela histórica ambientada en la Conquista y el Imperio Español, que a la vez es una obra casi de anticipación de lo que será su propia vida.
- La amarga sombra del verdugo (1983): Los cuarenta años de dictadura franquista en España empiezan a desvanecerse con el advenimiento de la democracia y Fermín, el actor central de esta historia, comienza a notar que todo su trabajo empieza a desmoronarse.
- Germen de Dios, semilla del diablo (1986): Novela que recibirá el honor de ser finalista en el Premio de novela La Rama Dorada de 1986. Diez años después Germen de Dios, semilla del diablo volverá a ser finalista, en esta ocasión en el Premio Azorín de Novela de 1996.
- La otra realidad (1994): Una aventura literaria que se adentra en el territorio de la metafísica. Se utiliza el juego del lenguaje, el tiempo, la realidad, y el orden incierto de las cosas para sumergir al lector en un espacio enloquecedor.
- Sangre de lunas (1996): Un testimonio de justicia poética y narrativa, un hecho verídico sin ningún tipo de repercusión que se adelanta como ensayo a los años de silencio y complicidad civil que se sucederán durante más de un lustro en Argentina.
- Zita, una flor en el infierno (1999): Narrativa poética construida con gran rigor histórico y seleccionada para la fase final del Premio Planeta de Novela de 1999.
- Carne (2002): Finalista del Premio Fernando Lara de 2002 y del Premio Ateneo de Sevilla del mismo año. Esta historia cuenta los últimos años del proceso de reorganización nacional de la dictadura cívico militar argentina, retratando sin anestesia algunos aspectos más siniestros del Plan Cóndor.
- Sangre azul (El Club) (2004): Pone ante los ojos de los lectores cómo el sistema imperante —sean dictaduras o democracias— va transformando a las sociedades como si de un juego del poder se tratara.
- El autor prodigioso (2005): Da voz y colma de sentido a ‘los nadies’, esos seres anónimos que la historia con mayúsculas no suele tratar con generosidad. Se trata de un conmovedor homenaje a las víctimas del 11M en Madrid.
- Los días de Gilgamesh (2007): Esta ficción describe la deconstrucción de la sociedad a medida que esta va desapareciendo.
- Lemniscata (2008): Seleccionada para la fase final del Premio Planeta de 2008. Esta novela pone el foco sobre la conspiración del poder y su herramienta del pánico del terrorismo para ejercitar el control social.
- Apolyon (2009): Revela al público una nueva mirada del género de la ciencia ficción, donde se fusionan fundamentos religiosos con las estructuras más altas del poder.
- La estirpe de Abaddona (2010): Una historia que se anticipa a lo que ha sido el movimiento 15-M.

### Relato
- Dimensiones I (1988): Colección de relatos breves que aborda la temática del proceso de escritura, la psicología de los personajes y otros aspectos propios de la conducta humana.
- Dimensiones II (2010)

### Ensayo
- Constitución Deontocrática (1992): Un esquema para constituir una sociedad alternativa, una propuesta para una estructura social justa, pacífica y equilibrada entre los hombres y el medio que habitan.

### Crónica
- España, sin más remedio I (2008)
- España, sin más remedio II (2009)
- España, sin más remedio III (2010)
- España, sin más remedio IV (2011)
- España, sin más remedio V (2012)
- España, sin más remedio VI (2013)

### Poesía
- Panorama inconsciente (1978)
- Abstracciones de ahora (1978)
- Tiempo de nada (1978)